# Erez (nome)
Erez (in alfabeto ebraico: אֶרֶז) è un nome proprio di persona ebraico maschile.

## Origine e diffusione

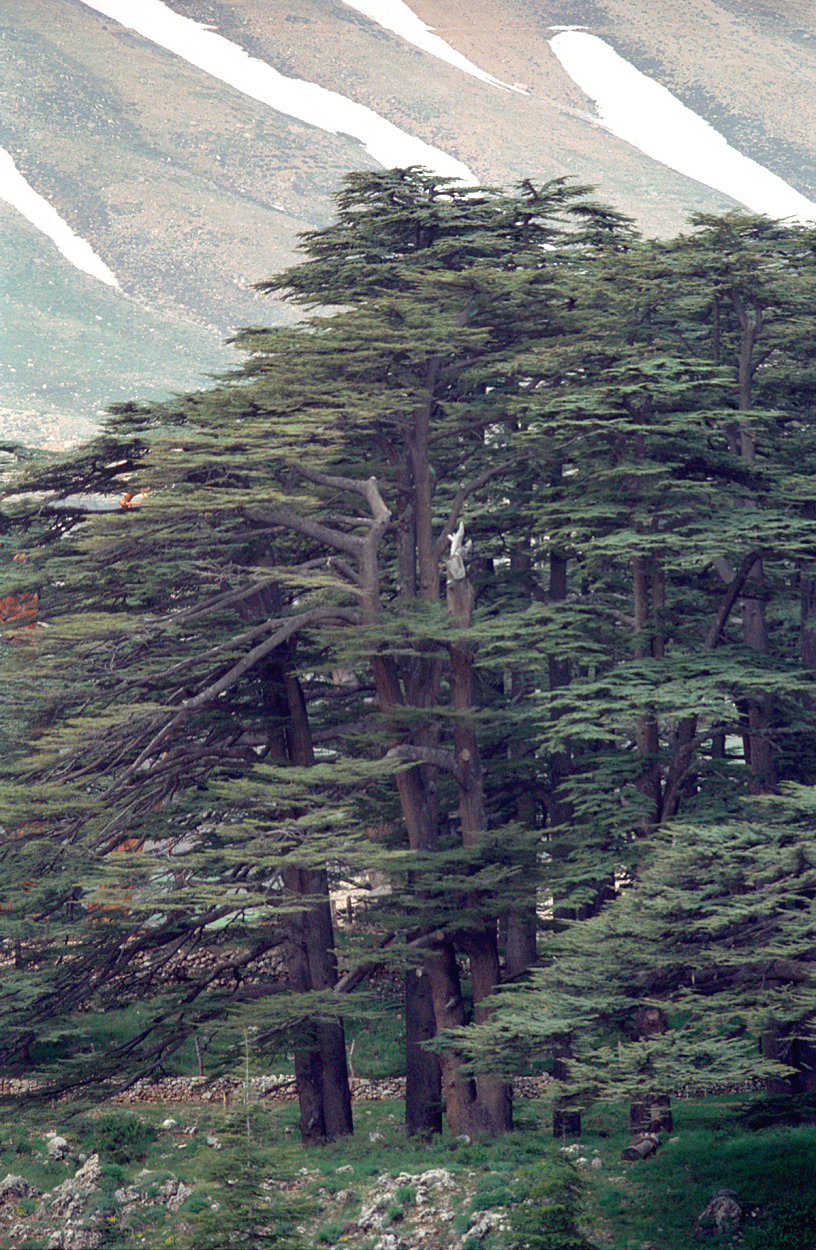
Dei cedri del libano

Riprende il vocabolo ebraico אֶרֶז (erez), che indica l'albero del cedro.

## Persone
- Erez Ben Harush,  attore, regista, comico, sceneggiatore e produttore televisivo israeliano
- Erez Edelstein, allenatore di pallacanestro israeliano
- Erez Katz, cestista israeliano
- Erez Lev Ari, cantautore israeliano
- Erez Lustig, cestista israeliano
- Erez Markovich, cestista israeliano
- Erez Tal, conduttore televisivo e comico israeliano